# 楊祖珺
楊祖珺（1955年8月14日—）， 美國麻州大學傳播研究所哲學博士。臺灣1970年代「唱自己的歌」（校園民歌）重要推手，1977年台灣電視公司黃金時段音樂節目《跳躍的音符》主持人，1978年為救援雛妓舉辦台灣第一場戶外慈善演唱會「青草地演唱會」，1979年任《春風雜誌》社務委員。
1983年參與創辦黨外運動雜誌《前進周刊》並擔任編輯、記者等職務，1986年共同創建民主進步黨並任中央執行委員。1987年發起並組織外省人返鄉探親促進會老兵返鄉探親運動，促成蔣經國政府開放兩岸探親。1988年帶領台灣第一個「返鄉探親團」前往中國大陸，並為第一位在北京市舉辦個人演唱會的台籍歌手，挑戰兩岸文化交流的限制。1988年，發起並擔任夏潮聯合會前身夏潮聯誼會評議長，其後共同發起中國統一聯盟。1991年參與發起《海峽評論》雜誌兼社務委員。1994年因反對民進黨台獨政策及「婦女保障名額」制度，遭民進黨開除黨籍。
1995年任臺北市晚晴婦女協會理事長。2004以後任聲援楊儒門與臺灣三農發起及組織者。2001年以後，歷任中國文化大學大眾傳播學系專任助理教授、副教授、國立台南藝術大學音像記錄與影像維護研究所專任副教授、世新大學廣播電視學系兼任副教授及中國文化大學大眾傳播學系專任教授。

## 生平簡歷
楊祖珺在十八歲即登台演唱。1975年，就讀淡江文理學院（今淡江大學）的楊祖珺響應學長李雙澤呼喊的「唱自己的歌」，成為校園民歌運動的重要一員。1978年，新格唱片發行的楊祖珺唱片專輯《楊祖珺》於兩個月後遭到回收禁播，理由是其所收錄的歌曲〈少年中國〉與〈美麗島〉各帶有統獨意識，因而未能通過行政院新聞局歌曲審查制度。
楊祖珺曾主持台視音樂節目《跳躍的音符》，因不滿行政院新聞局要求其演唱淨化歌曲、干涉民歌的播放而辭職。她走上街頭，繼續以歌曲與行動來散布她所堅信的理念，成為反對政府的異議人物，被封殺於公眾媒體。
楊祖珺亦加入黨外運動，與林正杰（後兩人結婚）發行了《前進周刊》，對社會上不合理、不公平的事做出批判省思。1979年，《美麗島雜誌》創刊，刊名由來即是李雙澤所作、楊祖珺演唱的歌曲〈美麗島〉。1979年9月8日，《美麗島雜誌》在臺北市中泰賓館舉辦創刊酒會，突然被保安警察重重包圍，有人喊著要楊祖珺唱〈美麗島〉帶領大家衝出去，於是楊祖珺帶領大家唱〈美麗島〉，沒想到臺灣獨立運動人士「田媽媽」田孟淑在楊祖珺背後用臺灣閩南語罵「別唱那豬仔歌啦」，楊祖珺十分不滿；2012年1月，楊祖珺提到此事，並說「民進黨是我們一手催生的；可是對現在的路線和福佬沙文主義，我痛恨死了」，暗批田孟淑是福佬沙文主義者。
1986年9月28日，民進黨創黨，楊祖珺為創黨黨員暨第一至二屆中央執行委員，積極投入政治，參選立法委員，對女權、對司法改革、對所有壓迫民權的制度提出質疑與改進。
1988年，楊祖珺身為發起人、組織者，與外省人返鄉探親促進會會長何文德率領第一個返鄉團到中國大陸祭拜黃帝陵。楊祖珺擔任外省人返鄉探親促進會發言人。1994年11月1日，楊祖珺被民進黨除名。
在學術專業上，楊祖珺自中國文化大學新聞研究所獲得碩士學位，並於2001年自美國麻薩諸塞大學阿默斯特分校傳播研究所取得哲學博士學位，隨即在文化大學擔任教職。她教學與研究專業聚焦於大眾傳播與社會運動，並持續參與社會運動與演出，如2004年《聲援楊儒門暨台灣農民／農業運動》與2005年《民歌三十之永遠的未央歌》演唱會。2005年，楊祖珺擔任「聲援楊儒門大聯盟」聯絡人。2011年至2013年6月，楊祖珺擔任國立臺南藝術大學音像記錄與影像維護研究所專任副教授。
2004年10月6日，《新新聞》第917期刊登楊祖珺的文章，顛覆民進黨官方版黨史。
2005年8月13日，夏潮聯合會與社運界及知識界二十多個團體在臺北市二二八和平紀念公園露天音樂台舉辦「世界反法西斯戰爭勝利暨中國抗戰勝利、台灣光復六十週年紀念大會」，楊祖珺與詹澈擔任主持人。楊祖珺說，法西斯主義的陰影存在於國際之間、也存在於社會生活裡；社會中對於各種在宗教、種族、族群上的歧視，其實源於法西斯的思想、也產生法西斯的狀態，正如法國後結構主義者吉尔·德勒兹（Gilles Deleuze）與菲利克斯·瓜達里（Félix Guattari）的話「人人的心中，都有法西斯」。大會最後，稻浪歌詠隊與楊祖珺帶領大合唱〈國際歌〉，齊唱出反歧視、與各種形式的法西斯主義鬥爭的決心。
2005年12月23日，楊祖珺與東吳大學物理學系教授郭中一出席聲援營救因參加香港反對世貿遊行衝突被香港警察拘捕的國立臺灣大學政治學系學生李建誠的行動。2007年4月15日，楊祖珺參加415保留樂生大遊行，聲援保留樂生療養院舊院區。
2012年1月，林正杰突然宣布以無黨籍在臺東縣參選立法委員，楊祖珺以革命同志身分助選，林正杰之妻林鳳鶯也加入助選。
2017年11月28日，中華全國台灣同胞聯誼會與中國中央電視台聯合主辦《兩岸一家親：紀念兩岸開放民間交流30週年特別節目》，楊祖珺演唱老兵返鄉探親運動歌曲〈少年中國〉。

## 歷年作品
專書
- 楊祖珺編，《壓不扁的玫瑰》，1983，台北：前進出版社
- 楊祖珺、蔡式淵譯，Fritjof Capra、Charlene Spretnak著，南方朔校訂，《綠色的抗議：西德綠黨及全世界的綠色運動》，1986，台北：前進出版社
- 楊祖珺，《玫瑰盛開：楊祖珺十五年來時路》，1992，台北：時報文化，ISBN 957-13-0512-X
- 楊祖珺，《有愛、有夢、有希望》，1993，台北：方智出版社，ISBN 957-679-127-8
- 楊祖珺，《女人的大愛》，1994，台北：方智出版社，ISBN 957-679-185-5
- 楊祖珺譯，Tim O'Sullivan等著，《傳播及文化研究主要概念》，1997，台北：遠流出版，ISBN 9573234580
- 楊祖珺，《台灣報紙媒體所呈現之女性角色的變遷》，1997，中國文化大學新聞研究所碩士論文
- 楊祖珺主持、編撰，《我在凱達格蘭等你：2004年320─520抗爭紀實》，2004，台北：新新聞文化，ISBN 9572026666；2005，台北：桂冠圖書，ISBN 9577305318
- 楊祖珺主持、撰寫，《2004年320至520中華民國第十一屆總統大選後的人民抗爭：他們為什麼抗爭？他們如何思考本身抗爭行為的意義？》，2005，台北：秋水堂文化，ISBN 9868066522

歌謠專輯
- 《楊祖珺》，1979，新格唱片

卡帶A面1.誕生2.我唱歌給你聽3.農夫歌4.風鈴5.金縷鞋6.美麗島，卡帶B面1.東北太平洋鼓舞曲2.一隻鳥兒哮救救3.早起的太陽4.西北雨直直落5.你送我一枝玫瑰花6.紫竹調7.青春舞曲
- 《壓不扁的玫瑰》

卡帶A面1.賣花2.壓不扁的玫瑰3.心中有一首歌4.愚公移山5.亞細亞的孤兒6.老鼓手，卡帶B面1.累了嗎？2.少年中國3.心肝兒4.美麗島5.台灣之乎者也6.我們都是歌手
- 《黨外的聲音與新生的歌謠》，1980，台北市黨外「民主、制衡、進步」四人連線
- 《大地是我的母親》，1986，前進出版社
- 《我扮演著我要的我》，1994，藝寶翎文藝事業股份有限公司
- 《楊祖珺》（復刻版），2006，滾石唱片─《滾石新格民歌系列：永遠的未央歌》
- 《關不住的歌聲：楊祖珺錄音選輯1977─2003》，2008，大大樹音樂圖像有限公司

## 外部連結
- 夏潮聯合會 （页面存档备份，存于）
- 地下鄉愁藍調
- 中國文化大學大眾傳播學系教授楊祖珺 （页面存档备份，存于）
- 台灣大百科全書：楊祖珺[永久]